# انگتارود پائین
انگتارود پائین، روستایی است از توابع بخش چمستان شهرستان نور در استان مازندران ایران.

## جمعیت
این روستا در دهستان میان‌رود (نور) قرار دارد و براساس سرشماری مرکز آمار ایران در سال ۱۳۸۵، جمعیت آن ۴۲۰ نفر (۸۸خانوار) بوده‌است. مردم این روستا به زبان مازندرانی صحبت میکنند.